# Gewest Overijssel (KNSB)
Het Gewest Overijssel was tot 2023 een van de acht gewesten van de Koninklijke Nederlandsche Schaatsenrijders Bond. Het gewest bestond uit ijsverenigingen, hardrijdersverenigingen, toerorganisaties en twee kunstrijverenigingen uit Overijssel. IJsbaan Twente en de Scheg zijn de twee kunstijsbanen in het voormalige gewest.
Op 17 december 2011 won het gewest voor het eerst de Kardingebokaal op de ijsbaan Kardinge in Groningen, een wedstrijd voor schaatsers en schaatssters in de categorieën pupillen A+B, junioren C en junioren B uit de gewesten van Noord-Oost Nederland.
Vanaf 2018 is de fusie voorbereid met het Gewest Gelderland tot Gewest Oost. Dit is opgericht op 16 november 2023.

## Bekende oud-rijd(st)ers
Enkele bekende schaatsers uit de regioselectie:
- Jan Bos
- Remco Olde Heuvel
- Wouter Olde Heuvel
- Tom Prinsen
- Jan Smeekens
- Gretha Smit
- Gerard van Velde
- Jorien Voorhuis
- Stien Baas-Kaiser
- Sippie Tigchelaar
- Jorien ter Mors
- Erben Wennemars
- Michel Mulder
- Ronald Mulder
- Pien Keulstra